# إيزابيل بيتر
إيزابيل بيتر (بالإنجليزية: Isabelle Petter)‏ هي لاعب هوكي الحقل بريطانية، ولدت في 27 يونيو 2000.